# Ланчхуті (жіночий футбольний клуб)
ЖФК «Ланчхуті» (груз. გურია) — грузинський футбольний клуб з одноіменного міста Ланчхуті, який бере участь у чемпіонаті Грузії з футболу серед жінок. Команда входить до складу клубу «Гурія». 

## Історія
У 2019 році ЖФК «Ланчхуті» вдалося виграти свій перший чемпіонський титул. У наступному сезоні команда дебютувала у Лізі чемпіонів УЄФА.
Команда повторила успіх у чемпіонаті Грузії та стала володарем золотих медалей у сезонах 2021, 2023 та 2024 років. Таким чином наразі ЖФК «Ланчхуті» є найтитулованим клубом країни в жіночому футболі.

## Виступи в єврокубках
| Сезон     | Назва турниру       | Раунд                   | Результат | Суперник       | Квал. |
| --------- | ------------------- | ----------------------- | --------- | -------------- | ----- |
| 2020–2021 | Ліга чемпіонів УЄФА | Кваліфікаційний раунд 1 | 2–1       | «Окжетепес»    |       |
| 2020–2021 | Ліга чемпіонів УЄФА | Кваліфікаційний раунд 2 | 1–0       | «Олімпія-Клуж» |       |
| 2020–2021 | Ліга чемпіонів УЄФА | 1/16 фіналу             | 0–7, 0–10 | «Русенгорд»    |       |
| 2022–23   | Ліга чемпіонів УЄФА | Кваліфікаційний раунд   | 0–5       | «Ворскла»      |       |
| 2022–23   | Ліга чемпіонів УЄФА | Кваліфікаційний раунд   | 0–5       | «Спліт»        |       |
| 2024–25   | Ліга чемпіонів УЄФА | Кваліфікаційний раунд   | 2–1       | «Нефтчі»       |       |
| 2024–25   | Ліга чемпіонів УЄФА | Кваліфікаційний раунд   | 0–3       | «Влазнія»      |       |
| 2025–26   | Ліга чемпіонів УЄФА | Кваліфікаційний раунд   | 2–1       | «Кліфтонвілл»  |       |
| 2025–26   | Ліга чемпіонів УЄФА | Кваліфікаційний раунд   |           | «Ворскла»      |       |

## Досягнення
- Чемпіонат Грузії
  -  Чемпіон (4): 2019, 2021, 2023, 2024